# Statua di San Francesco (Roma)
Il monumento a San Francesco d'Assisi è un gruppo scultoreo in bronzo collocato dinnanzi alla Basilica di San Giovanni in Laterano a Roma, all'inizio di via Carlo Felice, nel rione Esquilino.

## Storia
Questo imponente gruppo scultoreo è stato progettato e realizzato dallo scultore lauretano Giuseppe Tonnini nel 1927, con il santo posizionato in piedi e con le braccia in alto e i palmi delle mani rivolti verso la basilica, su un basamento a gradoni di tufo. Sotto la statua del santo, altre cinque statue rappresentanti i seguaci che lo seguirono a Roma per incontrare papa Innocenzo III per il riconoscimento della Regola.
Il posizionamento di questa opera di fronte alla basilica lateranense non è per nulla casuale, in quanto papa Innocenzo III avrebbe fatto un sogno nel quale san Francesco sosteneva una Basilica in onore di San Giovanni. Tale sogno è rappresentato in un affresco di Giotto intitolato "Il sogno di Innocenzo III".